# Bahattin Şakir

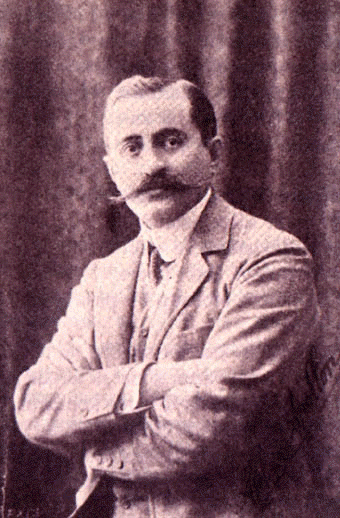
Bahattin Şakir

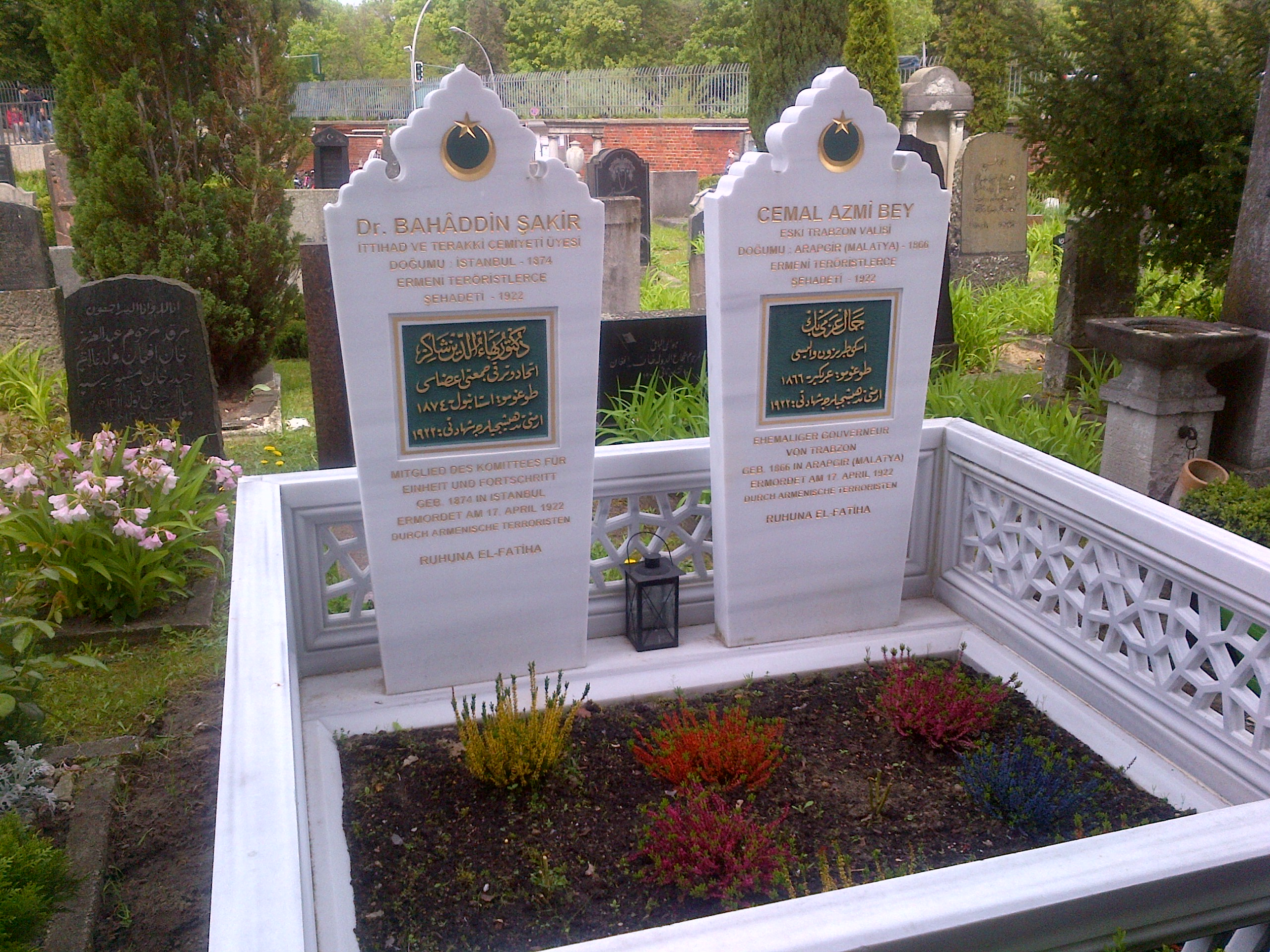
Die Gräber von Bahaeddin Şakir und Cemal Azmi auf dem Türkischen Friedhof Berlin

Bahattin Şakir (osmanisch بهاء الدین شاکر, * 1874 in Istanbul; † 17. April 1922 in Berlin) war ein Gründungsmitglied des Komitees für Einheit und Fortschritt, Leiter der Teşkilât-ı Mahsusa sowie Mitorganisator des Völkermords an den Armeniern, an den Aramäern und der Verfolgung der Griechen.

## Leben
Bahattin Şakir wurde in Thrakien geboren und studierte Medizin an der Militärmedizinischen Akademie in Istanbul. Er lernte bald Doktor Nazim kennen. Beide wurden Führungsfiguren des Komitees für Einheit und Fortschritt, später war Bahattin Şakir Leiter der Teşkilât-ı Mahsusa. Während des Ersten Weltkrieges war er Mitorganisator des Völkermords an den Armeniern, an den Aramäern und der Verfolgung der Griechen. Am Ende des Krieges wurde er mit anderen Komitee-Mitgliedern festgenommen, zunächst von der osmanischen Militärjustiz, danach von der britischen Regierung. Er wurde nach Malta überführt, wo er von Militärgerichten wegen Verbrechen gegen die Menschlichkeit angeklagt, allerdings nie verurteilt wurde, und daraufhin nach Berlin floh.
Im Herbst 1919 entschied die Armenische Revolutionäre Föderation (ARF), Teil der armenischen Fedajin, die führenden Köpfe des Völkermordes an den Armeniern zu töten. Bahattin Şakir wurde am 17. April 1922 im Zuge der Geheimoperation Nemesis zusammen mit Cemal Azmi von Aram Jerkanjan in Berlin ermordet.